# Malafretaz
Malafretaz ist eine französische Gemeinde mit 1.235 Einwohnern (Stand: 1. Januar 2022) im Département Ain in der Region Auvergne-Rhône-Alpes. Sie gehört zum Kanton Attignat im Arrondissement Bourg-en-Bresse. Die Einwohner werden Jayatis genannt.

## Geographie
Die Gemeinde Malafretaz liegt in der Bresse, etwa 17 Kilometer nordnordwestlich von Bourg-en-Bresse und etwa 24 Kilometer ostnordöstlich der Stadt Mâcon an der Reyssouze.

### Nachbargemeinden
Umgeben ist Malafretaz von den Nachbargemeinden Jayat im Nordwesten und Norden, Foissiat im Norden und Nordosten, Bresse Vallons im Osten und Südosten, Saint-Martin-le-Châtel im Süden und Südwesten sowie Montrevel-en-Bresse im Westen.

## Bevölkerungsentwicklung
| Jahr                       | 1962 | 1968 | 1975 | 1982 | 1990 | 1999 | 2006 | 2013 | 2021 |
| Einwohner                  | 531  | 526  | 549  | 530  | 624  | 674  | 840  | 1134 | 1214 |
| Quellen: Cassini und INSEE |      |      |      |      |      |      |      |      |      |

## Sehenswürdigkeiten

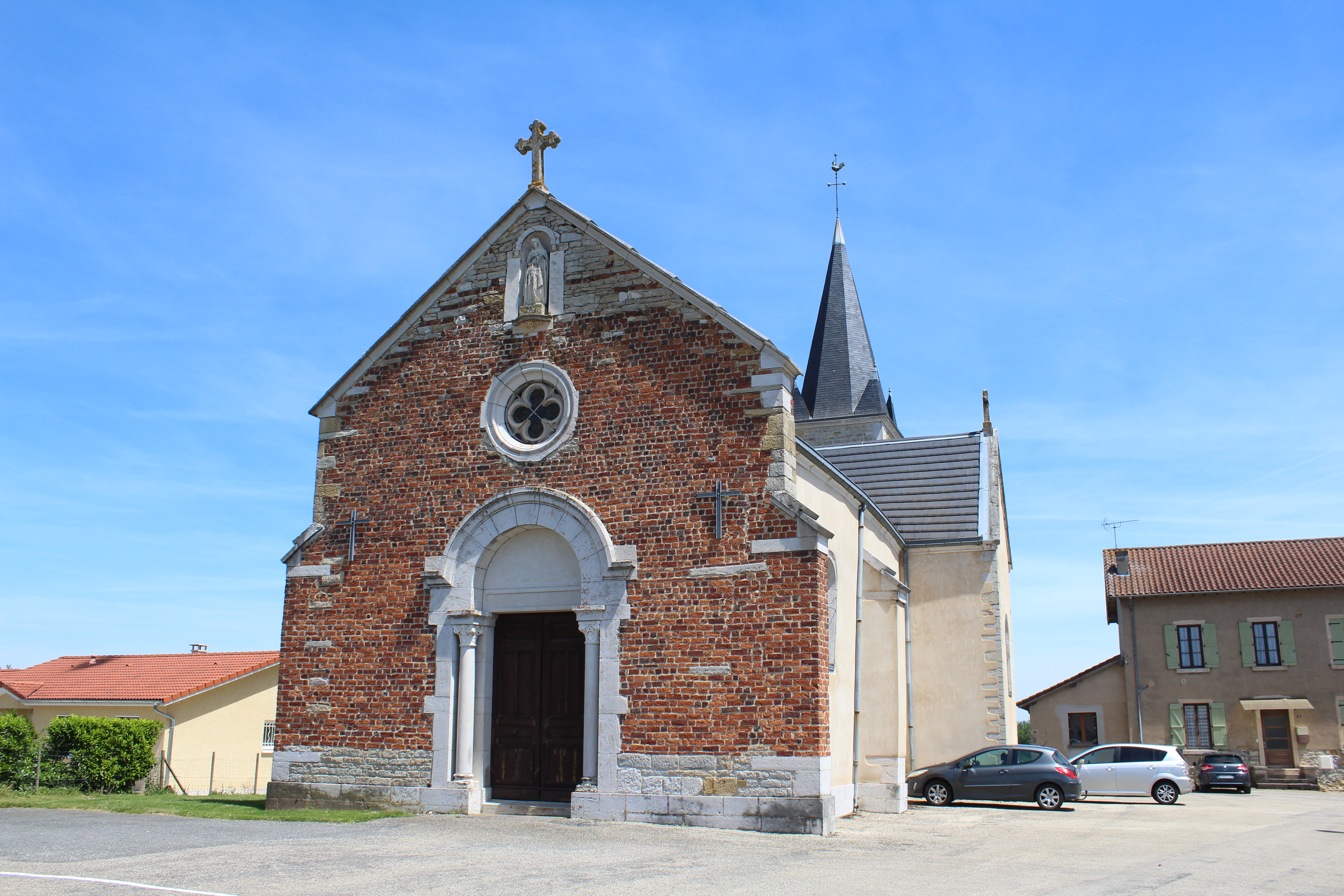
Kirche Saint-Marc
- Wassermühle La Bevière
- Wassermühle Condamnas
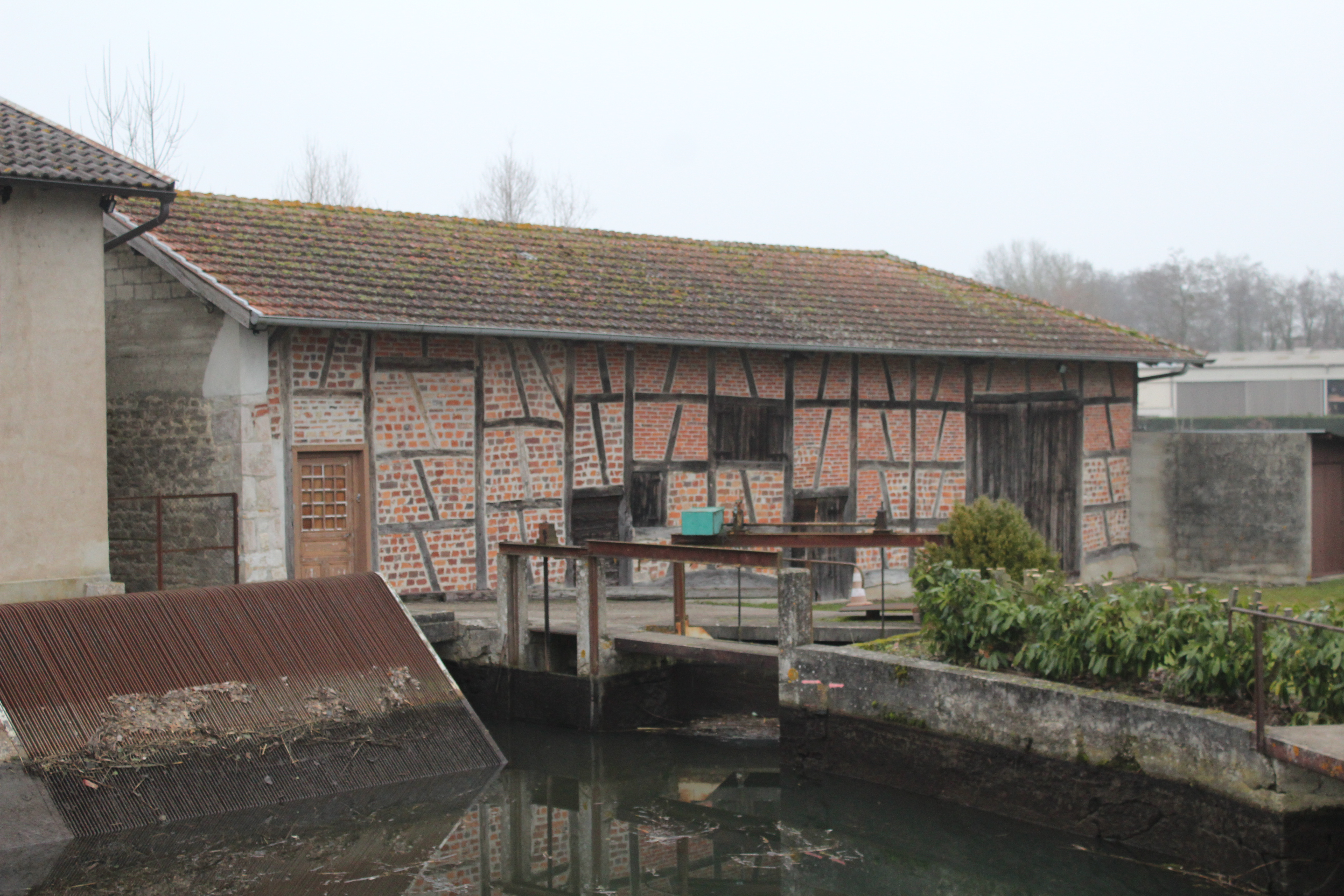
Wassermühle Moulin neuf
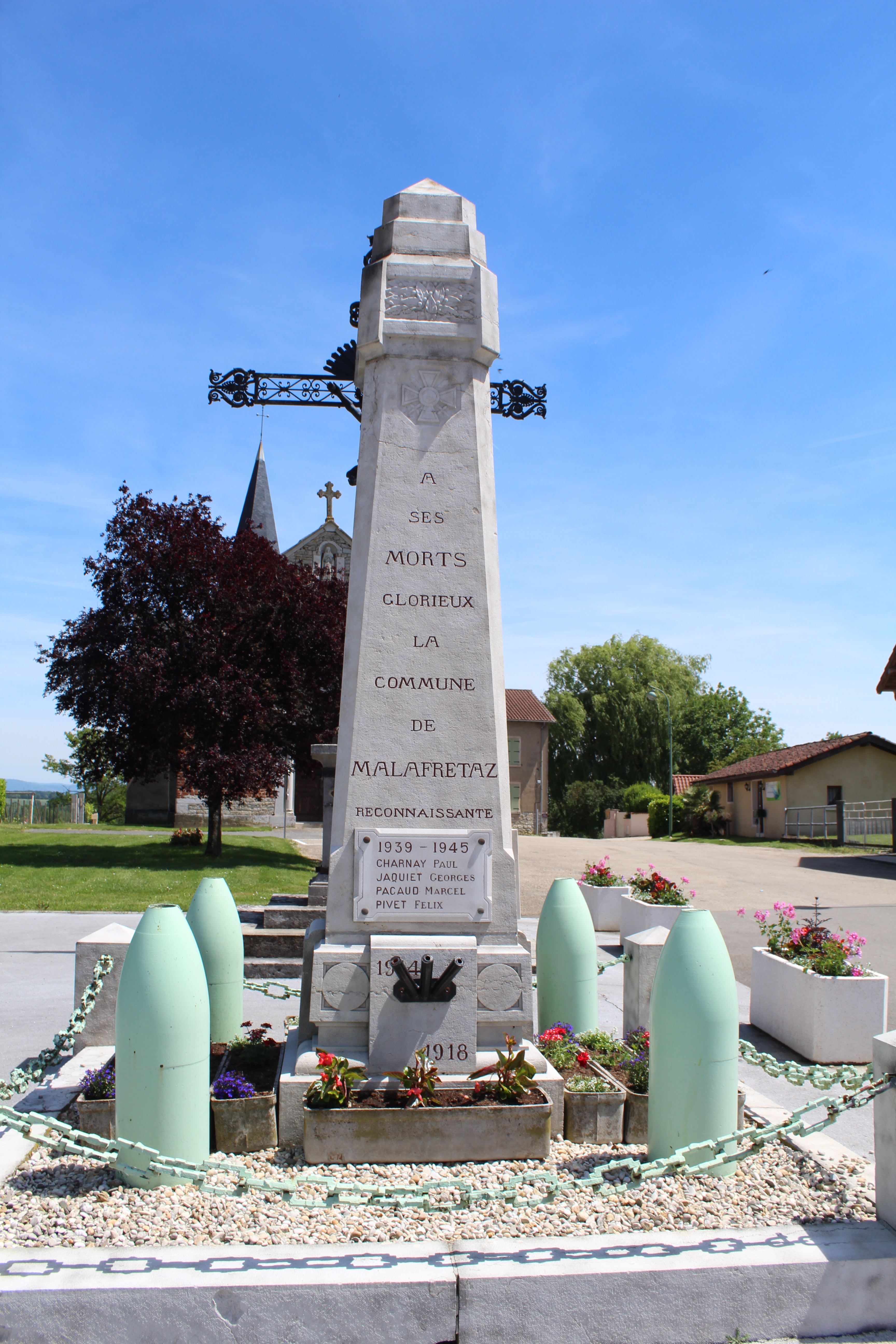
Gefallenendenkmal

- Kirche
Saint-Marc
- Wassermühle
Moulin neuf
- Gefallenendenkmal